# Trigonophora flammea
Trigonophora flammea är en fjärilsart som beskrevs av Eugen Johann Christoph Esper 1785. Trigonophora flammea ingår i släktet Trigonophora och familjen nattflyn. Inga underarter finns listade i Catalogue of Life.

## Bildgalleri

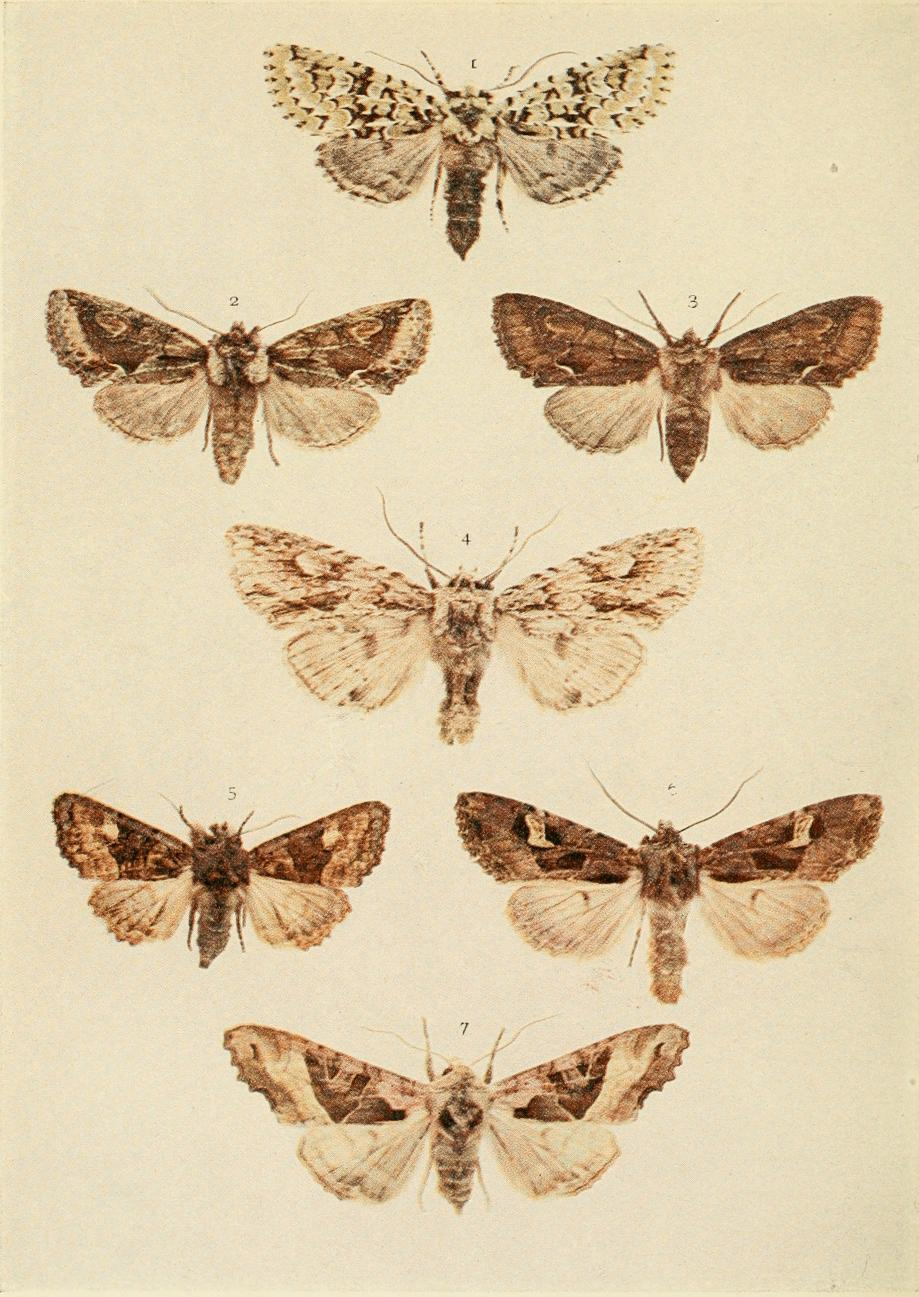
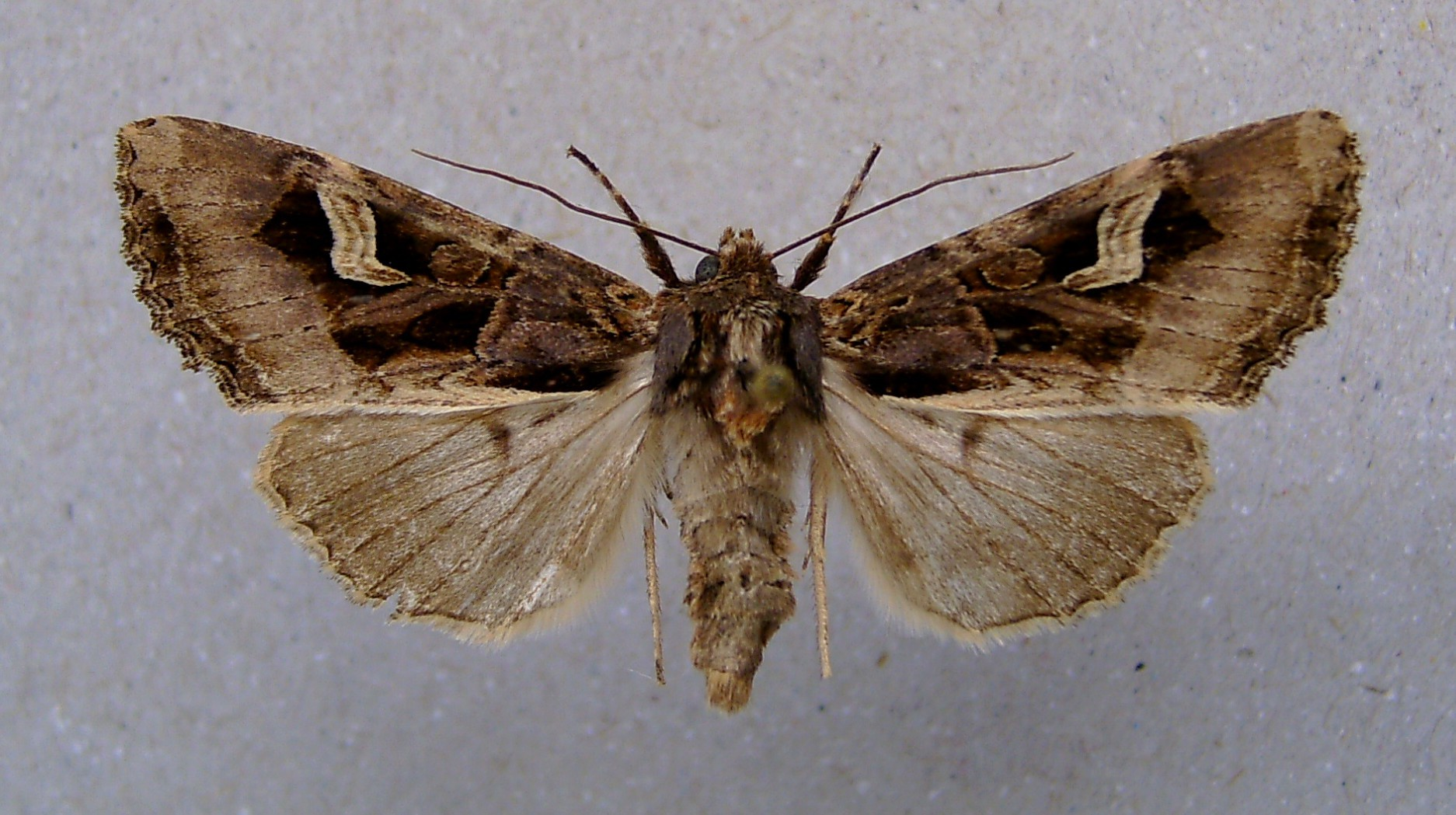